# Widerlager (Brückenbau)

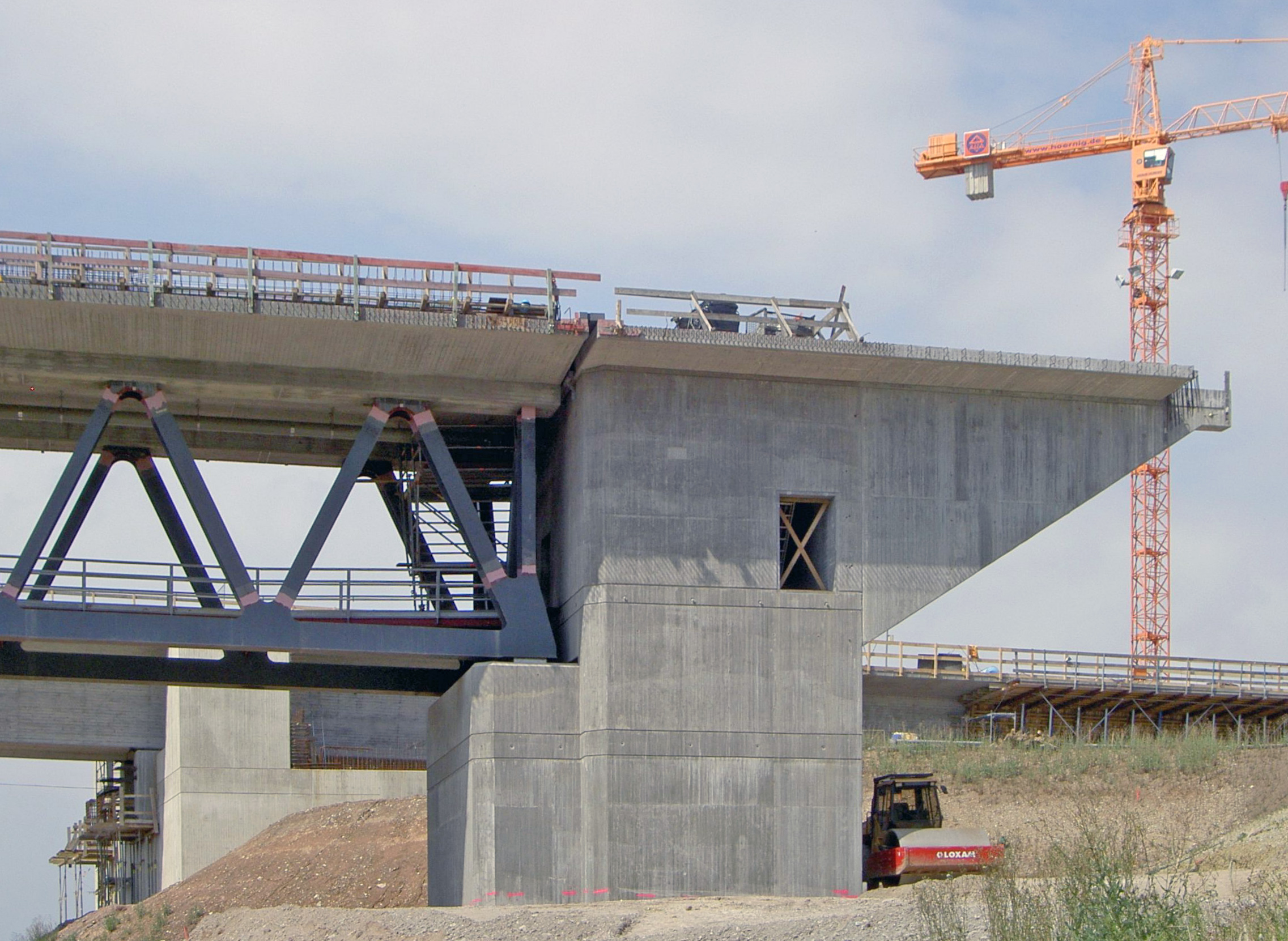
Kastenwiderlager der Itztalbrücke vor dem Hinterfüllen

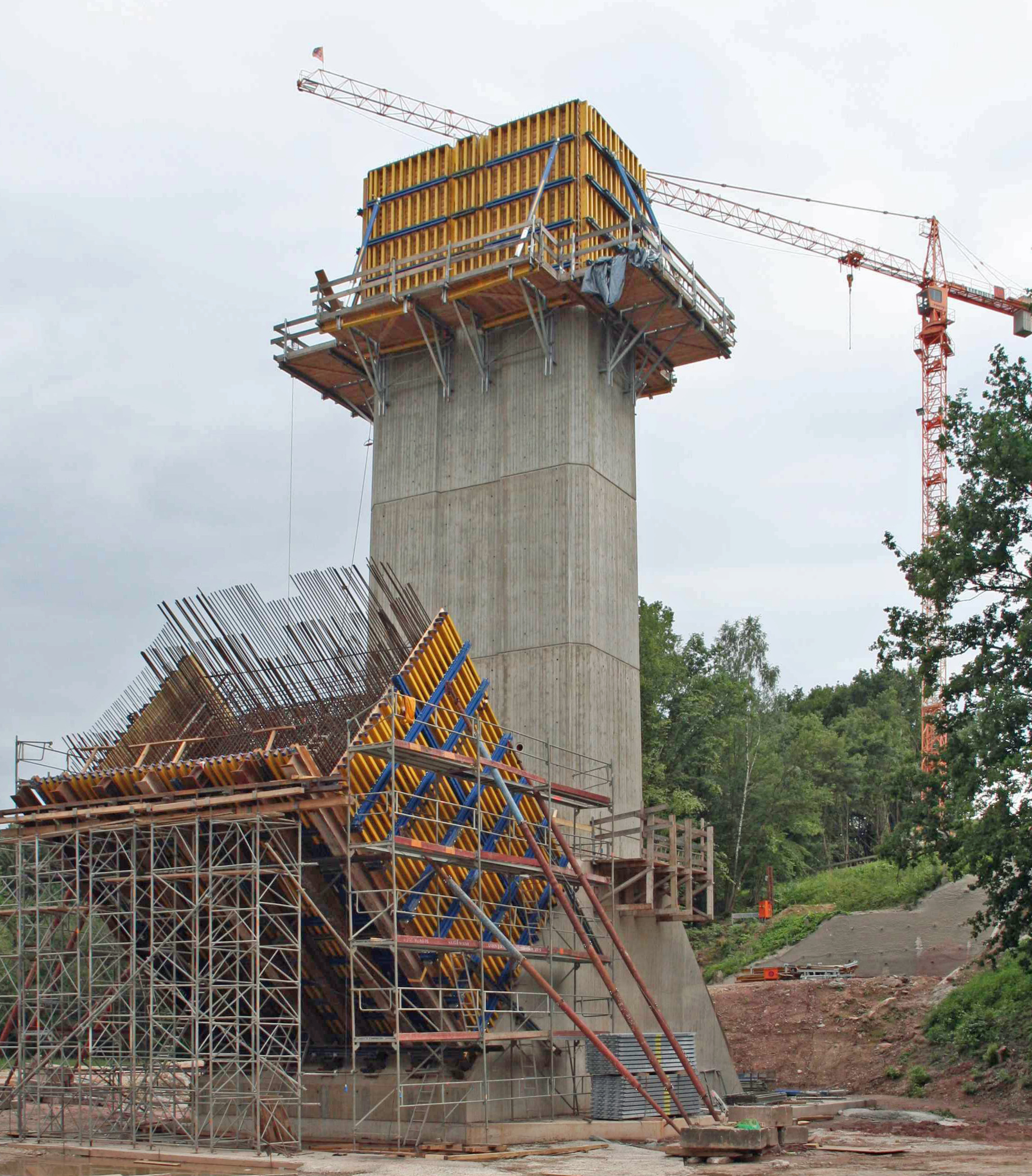
Kämpferfundament bzw. Widerlager des Bogens der Talbrücke Froschgrundsee

Als Widerlager wird im Brückenbau ein massiver Unterbau bezeichnet, der den Übergang zwischen der Brückenkonstruktion und dem Erddamm herstellt.

## Widerlager
Das Widerlager trägt meist die Lager und leitet damit die senkrechten und etwaigen horizontalen Kräfte aus dem Brückenüberbau in den Baugrund ab. Zusätzlich sichert es im Übergangsbereich zum Brückenüberbau den Erddamm in seiner Lage durch Aufnahme der Erddruckkräfte.
Widerlager von Balkenbrücken bestehen meist aus dem Fundament und den Widerlagerwänden, evtl. mit einer Auflagerbank für die Lager sowie meistens mit seitlichen Flügelwänden.
Die Bezeichnung kommt ursprünglich von den Bogenbrücken, bei denen sich am Bogenende zur Abtragung der horizontalen und vertikalen Kräfte aus Gewölbeschub Widerlager, heute üblicherweise Kämpferfundamente genannt, am Baugrund abstützen.

## Auflagerquader
Ein Widerlager aus einem Naturstein für Brücken wird Auflagerquader genannt. Es ist ein Steinquader, der die Kräfte einer Brücke (zum Beispiel einer Stahlbrücke oder Holzbrücke) aufnimmt. Dieser Werkstein des historischen Brückenbaus muss sehr druckfest und verwitterungsbeständig sein. Die Größe des Quaders wird an den zu erwartenden Kräften dimensioniert.